# Wyatt Teller
Wyatt Teller (Manassas, 21 novembre 1994) è un giocatore di football americano statunitense che milita nel ruolo di offensive guard per i Cleveland Browns della National Football League (NFL).

## Carriera

### Buffalo Bills
Teller fu scelto nel corso del quinto giro (166º assoluto) del Draft NFL 2018 dai Buffalo Bills. Iniziò la sua stagione da rookie come guardia di riserva ma fu nominato guardia sinistra titolare nella settimana 10 e iniziò come partente tutte le ultime sette partite.

### Cleveland Browns
Il 29 agosto 2019, Teller e una scelta del settimo giro del 2021 furono scambiati con i Cleveland Browns per una scelta del quinto e del sesto giro del Draft NFL 2020. Dopo avere giocato come riserva nella prima metà stagione a Cleveland, Teller si guadagnò il posto da titolare nella settimana 9 e lo rimase per il resto della stagione.
Nel 2020 Teller fu inserito nel Second-team All-Pro. Nel 2021 fu convocato per il suo primo Pro Bowl e inserito nel Second-team All-Pro. Nel 2022 fu convocato per il secondo Pro Bowl al posto di Joe Thuney, impegnato nel Super Bowl LVII.

## Palmarès
- Convocazioni al Pro Bowl: 3

2021, 2022, 2023
- Second-team All-Pro: 2

2020, 2021